# Hannover Chronik
Die Hannover Chronik mit dem Untertitel Von den Anfängen bis zur Gegenwart; Zahlen. Daten. Fakten ist eine 1991 bei der Schlüterschen Verlagsgesellschaft erschienene Chronik zur Geschichte der Stadt Hannover. Herausgeber und Autoren waren Klaus Mlynek und Waldemar R. Röhrbein. 
Das Buch listet mehrere tausend Daten in chronologischer Reihenfolge – nach Jahren untergliedert – zu Politik, Wirtschaft, Kunst und Kultur. Ein im Anhang befindliches Sach-, Orts- und Personenregister erschließt den Inhalt.

## Methode
Quellenbasis war vor allem umfangreiche Sekundärliteratur. Bei dabei gefundenen unterschiedlichen Datierungen, bei zum Teil fehlenden Primärbelegen oder zum Teil zu hohem Rechercheaufwand, „wurde zugunsten des wahrscheinlichsten Datums oder der offenkundig zuverlässigsten Autoren entschieden“.
Da bis 1824 die Altstadt von Hannover und die Calenberger Neustadt rechtlich getrennte Gemeinden bildeten, wurden – auch bei erst später eingemeindeten Vororten – bis dahin ortsnamentliche Hinweise gegeben, sofern es sich nicht um die Altstadt selbst handelte. Das Buch enthält keine Literaturangaben.